# Nazar Mahmud

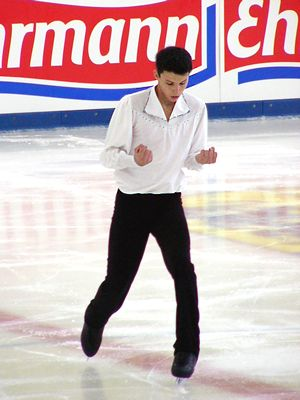
Nazar Mahmud

Nazar Mahmud (Sovjet-Unie, 18 februari 1988) is een Israëlisch-Druze ex-kunstschaatser. Zijn vader is Druze, zijn moeder is Oekraïense. Mahmud werd geboren terwijl zijn familie in de Sovjet-Unie woonde. Kort na zijn geboorte gingen zijn terug naar Israël. Mahmud deed drie seizoenen mee met de Junior Grand Prix. Hij en zijn jongere broer Ruslan Mahmud zijn de eerste Druze kunstschaatsers die Israël op internationaal niveau vertegenwoordigen. Zijn schaatsclub zat in Metula (het Canada Center aldaar heeft een eigen schaatsbaan) zijn coach was Tatiana Stolin.
Naar verluidt is Mahmud in 2007 het leger ingegaan en sindsdien is hij niet meer gesignaleerd in de schaatswereld.

## Belangrijke resultaten
| Kampioenschap                | 2002-2003 | 2003-2004 | 2004-2005 | 2005-2006 |
| ---------------------------- | --------- | --------- | --------- | --------- |
| Israëlische kampioenschappen | j.        | j.        | j.        | j.        |
| Skate Israël                 |           |           |           | 9e        |
| Junior Grand Prix            |           | 22e       | 26e & 16e | 23e       |
| Golden Bear, Zagreb          |           | 4e        |           |           |

j. = Junioren